# Le corti del caos
Le corti del Caos (The Courts of Chaos) pubblicato anche come Le coorti del caos  è un romanzo fantasy, la quinta parte delle Cronache di Ambra, serie in 10 volumi creata da Roger Zelazny, autore statunitense più volte vincitore dei premi Hugo e Nebula.
Il romanzo è stato pubblicato per la prima volta nel 1978, sia a puntate su Galaxy Science Fiction sia in volume dalla Doubleday; nel 1999 venne edito in copertina morbida da Avon, in unico volume che comprende tutti i 10 libri della serie.
Il romanzo termina il racconto di Nove principi in Ambra, Le armi di Avalon, Il segno dell'Unicorno e La mano di Oberon; Corwin è il protagonista dei cinque romanzi che costituiscono la prima parte del ciclo e che sono stati pubblicati in Italia, per la prima volta, dalla Libra.
Seguono altri cinque romanzi il cui protagonista è il figlio di Corwin.

## Trama
Mentre Oberon tenta di riparare il Disegno, Corwin deve attraversare l'intero multiverso, da Ambra alle Corti del Caos, inseguito da Brand che cerca di rubare la Gemma del Giudizio.

### Edizioni
- Roger Zelazny, Le coorti del Caos, collana Slan. Il meglio della fantascienza, traduzione di Roberta Rambelli, n. 51, Libra Editrice, 1980.

- Roger Zelazny, Le coorti del Caos, collana Il libro d'oro della fantascienza, traduzione di Roberta Rambelli, n. 35, Roma, Fanucci Editore, 1989,  p. 179, ISBN 88-347-0115-1.